# Aeroportul Ua Huka
Aeroportul Ua Huka (IATA: UAH, ICAO: NTMU) este un aeroport din Ua-Huka⁠(d), Polinezia Franceză, Franța ce deservește zona Hane⁠(d). Aeroportul a fost tranzitat în 2022 de 2.449 de pasageri. A fost deschis în 1972.
Situat la o altitudine de 49 m, aeroportul dispune de o singură pistă.